# Karola Zibelius-Chen
Karola Zibelius-Chen (* 5. Januar 1942 in Berlin) ist eine deutsche Ägyptologin und Sudanarchäologin.

## Leben
Zibelius-Chen studierte in Berlin, Paris, Tübingen und erhielt 1971/72 das Reisestipendium des Deutschen Archäologischen Instituts. Sie wurde 1969 an der Universität Tübingen promoviert, wo sie sich auch habilitierte und arbeitete am dortigen Sonderforschungsbereich „Tübinger Atlas des Vorderen Orients“. Sie leitete die Kampagne zur Aufnahme des Löwentempels von Naqa im Sudan im Jahr 1979.
Von 1994 bis zur Pensionierung 2005 war Zibelius-Chen Kustodin der Ägyptischen Sammlung der Universität Tübingen und konzipierte die ägyptischen Dauerausstellung des Ägyptologischen Institutes im Rahmen des Museums Schloss Hohentübingen sowie Sonderausstellungen. Sie war Mitinitiatorin und Assoziierte Professorin bei dem Teilprojekt A3 „Sprach- und Kulturkontakte im Großraum Ägypten/Sudan/Äthiopien“ mit der Fragestellung „Afrikanischstämmiges Lehnwortgut in ägyptischen Texten“ beim Sonderforschungsbereich ACACIA der Universität zu Köln von 1998 bis 2004. Von 2002 bis 2004 leitete sie übergangsweise das Ägyptologische Institut der Universität Tübingen. Ihre Hauptarbeitsgebiete sind ägyptische Geschichte und Kulturgeschichte sowie die Nubien- und Sudanforschung.

## Schriften (Auswahl)
- Afrikanische Orts- und Völkernamen in hieroglyphischen und hieratischen Texten. TAVO B 1, 1972 (= Dissertation)
- Ägyptische Siedlungen nach Texten des Alten Reiches. TAVO B 19, 1978, ISBN 3-88226-012-2
- mit Ingrid Gamer-Wallert: Der Löwentempel von Naq’a in der Butan (Sudan) I: Forschungsgeschichte und Topographie. TAVO B 48/1, 1983
- Der Löwentempel von Naq’a in der Butana (Sudan) IV: Die Inschriften. TAVO B 48/4, 1983, ISBN 3-88226-161-7
- Die ägyptische Expansion nach Nubien. Eine Darlegung der Grundfaktoren. TAVO B 78, 1988, ISBN 3-88226-421-7
- „Ägypten“ in Brockhaus Bibliothek – Die Weltgeschichte Bd. 1 „Frühe Hochkulturen“. 1997
- „Nubisches“ Sprachmaterial in hieroglyphischen und hieratischen Texten. Meroitica 25, 2011, ISBN 978-3-447-06465-1

Herausgeberin
- Museum Schloß Hohentübingen: Das Alte Ägypten. Tübingen, 2002
- mit Hans-Werner Fischer-Elfert: „Von reichlich ägyptischem Verstande“. Festschrift für Waltraud Guglielmi zum 65. Geburtstag. Philippika. Marburger altertumskundliche Abhandlungen 11, 2006, ISBN 978-3-447-05309-9
- mit Steffen Wenig: Die Kulturen Nubiens – ein afrikanisches Vermächtnis. Röll, Dettelbach 2013, ISBN 978-3897543973.